# القيادة العامة لطيران الأمن (السعودية)
القيادة العامة لطيران الأمن أو طيران الأمن  تتولى القيادة دعم القطاعات الأمنية على فرض النظام، وإنقاذ حياة المفقودين والمحتجزين، وتوفير الأمن والسلامة والسيطرة للحجاج والمعتمرين في موسم الحج والعمرة، وضمان سلامة المواقع الوطنية الحساسة والبنية التحتية، بالإضافة لتزويد الأطقم التشغيلية بإمكانيات دعم المهام التشغيلية.

## التاريخ
بدأ تاريخ طيران الأمن بعد حادث الحريق الذي وقع في عام 1395 هـ، حيث وجه وزير الداخلية آنذاك نايف بن عبد العزيز بشراء عدة طائرات تخدم قطاع الأمن العام، لاسيما في موسم الحج، فتم تأمين (16) طائرة. وبعد ذلك انطلقت مهام طيران الأمن في الحج تباعاً، وكانت محدودة المهام، ثم بعد ذلك تم تطوير هذا الجهاز تطويرا جذريًا، وتم تأمين أحدث أنواع الطائرات لهذه الخدمة. انضم طيران الأمن بأمر ملكي من الملك السعودي سلمان بن عبد العزيز آل سعود في 20 يوليو 2017، إلى جهاز رئاسة أمن الدولة.

## القواعد
تملك القيادة العامة لطيران الأمن أربعة قواعد عسكرية، تمارس فيها أنشطة الدعم والسيطرة في كل من: الرياض، وجدة، والدمام، وعسير، وقاعدتين موسميتين في كل من مكة المكرمة والمدينة المنورة، ويتم تغطية المناطق التي لا يوجد بها قواعد للطيران من أقرب قاعدة لها، بالإضافة إلى التوجه لإنشاء قواعد جديدة في كل من المدينة المنورة، والجوف. يبلغ عدد الطائرات الموجودة في كافة قواعد القيادة 40 طائرة، مكونة من ثلاثة أنواع.

## الطائرات
| الطائرات            | صور | بلد المنشأ                 | نسخة    | ملاحظة |
| ------------------- | --- | -------------------------- | ------- | --- |
| سيكورسكي إس-92      |     | الولايات المتحدة الأمريكية | S - 92  | تصنف من الطائرات المروحية الثقيلة متعددة الlهام، والطائرة قادرة علـى نقل عدد 22 شخصاً (3 طاقم طيران، و19 راكباً)، وتتميز بإمكانية وقوف الشخص داخل الكبينة الطائرة. تم تجهيز الطائرة لمباشرة وتنفيذ جميع المهام المختلفة من ونش إنقاذ متطور بطول 270 قدماً، وكاميرات حرارية تعمل على الأشعة تحـت الحمراء وأشعة الليزر، وخطاف حمـولة قادر على رفع أكثر من 4.5 طـن، ومنصات أسلحة ذات أعـيرة نارية مختلفة، وأجهزة إسعـاف ورعاية طبية متطورة تضاف داخل الكبينــة الطائرة عند الحاجة، كما أن مقاعـد كبينة الركاب يمـكن أن تأخـذ أشكالاً مختلفة من مقاعد كبار الشخصيات ومقاعد نقل الجنود والإخلاء، ويمكن استخدام كبينة الطائرة للشحن بإزالة جميع المقاعد وباستخدام باب هيدروليكي خلفي للشحن والإنزال السريع. الطائرة مجهزة بتقنيات حديثة وتجهيزات إلكترونية متطورة لإدارة ومتابعة أنظمة الطائرة المختلفة، كما يوجد بها نظام الطيران الآلي ونظام إدارة وتخطيط الرحلات الجوية. |
| يوروكوبتر إي سي 145 |     | الإتحاد الأوروبي           | H145M   | نسخة مسلحة |
| سي إتش-46 سي نايت   |     | الولايات المتحدة الأمريكية | H145M   | خرجت من الخدمة |
| سيكورسكي إس-70      |     | الولايات المتحدة الأمريكية | S - 70I | صنف الطائرة من الطائرات المروحية المتوسطة متعددة المهام، والطائرة قادرة على نقل 15 راكباً (3 طاقم طيران، و12 راكباً)، وتتميز الطائرة بخفة وزنها ومقدرتها عـلى حمل الأوزان الكبيرة وسهولة التحميل والتنزيل السريعين من خلال بابي الشحن الجانبيين. تم تجهيز الطائرة لمباشرة وتنفيذ جميع المهام المختلفة مـن منصات أسلحة ذات أعـيرة نارية مختلفة، وأجهزة إسعاف ورعاية طبية متطورة تضاف داخل الكبينة الطائرة عند الحاجة كما أن مقاعد كبينة الركاب يمكن أن تأخذ أشكال مختلفة مـن مقاعد نقل الجنود والإخلاء ويمكن استخدام كبينة الطائرة للشحن بإزالة جميع المقاعد وباستخدام البابين الجانبيين والإنزال السريع. الطائرة مجهزة بنظام الطيران الآلي ونظام إدارة وتخطيط الرحلات الجوية وعدد من التقنيات الحديثة وتجهيزات الكترونية متطورة لإدارة ومتابعة أنظمة الطائرة المختلفة كما تحتوي على أجهزة اتصالات متطورة ومختلفة.                                                   |
| سيكورسكي إس-434     |     | الولايات المتحدة الأمريكية | S - 343 | طائرة هليكوبتر خفيفة، تعمل بالطاقة التوربينة. وهي نسخة مطورة عن هليكوبتر من طراز سيكورسكي شفايتزر إس-333. تمتلك العديد من الميزات المتقدمة لمروحية أم كيو-8 فاير سكاوت. وتشترك في تصميم قمرة القيادة مع إس-333، والذي يتميز بمنح الطاقم قدرات بصرية جيدة جدًا. |
| إيادس كاسا سي-295   |     | إسبانيا                    | C - 295 | هي طائرة شحن عسكري. كما أنها طراز خاص من نوع C-295w قادرة على العمل في أشد الظروف الحرارية، يمكن للطتئرة حمل 71 راكب مع كامل عتادهم، أو 24 ناقلة. يقوم دورها على الإجلاء ونقل المعدات ويمكنها الطيران في أصعب الظروف. تمتاز الطائرة بالطيران على ارتفاعات منخفضة وتكتيكات على اختراق أجواء العدو وكذالك للاستطلاع وللمهام الخاصة كنقل فرق خاصة داخل أحواء العدو. يمكن أن تصل بسرعة 470 كم/ساعة بحد أقصى وحمولة 9 طن على مسافة تصل إلى 3000 كم. |

## وصلات خارجية
- صفحة القيادة العامة لطيران الأمن في وزارة الداخلية